# Vitalie Pîrlog
Vitalie Pîrlog (Nisporeni, Moldavia, 28 luglio 1974) è un politico moldavo, Primo ministro della Moldavia per pochi giorni, ad interim, nel settembre 2009.

## Istruzione e inizio della carriera
Dal 1992 al 1997 svolse gli studi universitari presso la Libera Università Internazionale della Moldavia, a Chișinău, al Dipartimento di Giurisprudenza, conseguendo una laurea in Diritto Internazionale.
Vitalie Pîrlog iniziò la sua carriera nel 1993 come consigliere legale all'interno di una società privata internazionale. Dal 1997 al 2001 fu Consigliere Anziano all'interno dei Servizi per i Documenti, presso l'Ufficio del Presidente della Moldavia. Nel gennaio 2001 fu nominato vicedirettore dell'Agenzia Governativa e del Dipartimento delle Relazioni Internazionali del Ministero della Giustizia; dal 2001 Vitalie Pîrlog rappresenta il Governo della Moldavia presso la Corte Europea dei diritti dell'uomo, e detiene anche la posizione di Direttore delle Relazioni Internazionali e del Dipartimento per l'Integrazione Europea al Ministero della Giustizia.
Dal 2001 al 2005 fu membro (come esperto nazionale) del Comitato per i Diritti Umani del Consiglio d'Europa, del Comitato Europeo per l'Efficacia della Giustizia (sempre al Consiglio d'Europa), e del Comitato degli Esperti per il Miglioramento delle Procedure per la Protezione dei Diritti Umani. Vitalie Pîrlog fu anche capo della delegazione moldava al Comitato Europeo sui Problemi di Crimine presso il Consiglio d'Europa.
Dopo il 2005, lavorò all'interno della Commissione Governativa Permanente al consolidamento delle decisioni della Corte Europea dei diritti dell'uomo contro la Repubblica di Moldavia.
Il 20 settembre 2006 Pirlog divenne Ministro della Giustizia del governo di Vasile Tarlev, formato dal Partito dei Comunisti della Repubblica di Moldavia; mantenne la carica anche durante il governo di Zinaida Greceanîi.

## Primo Ministro della Moldavia
Zinaida Greceanîi si è dimessa il 9 settembre 2009, affermando che non era in grado di detenere contemporaneamente le cariche di Primo ministro e quella di deputato presso il Parlamento della Moldavia. Il 10 settembre 2009 il Presidente della Moldavia Vladimir Voronin ha quindi firmato un decreto con cui nominava il Ministro della Giustizia uscente Vitalie Pîrlog come nuovo Primo Ministro ad interim a partire dal 14 settembre e fino alla formazione di un nuovo governo da parte dell'Alleanza per l'Integrazione Europea. Vitalie Pîrlog ha detenuto la carica per pochi giorni fino al 25 settembre 2009.